# عشق احمقانه (ترانه لیدی گاگا)
«عشق احمقانه» (به انگلیسی: Stupid Love) ترانه‌ای است که توسط خواننده آمریکایی لیدی گاگا ضبط شده‌است. نسخه رسمی این ترانه به همراه موزیک ویدیو، در تاریخ ۲۸ فوریه ۲۰۲۰، به عنوان تک آهنگ اصلی آلبوم ششم، کروماتیکا (۲۰۲۰) منتشر شد. پس از انتشار، این ترانه پاسخ مثبتی را از منتقدان موسیقی به دست آورد. از نظر تجاری، این ترانه در جدول تک‌آهنگ‌های بریتانیا و ۱۰۰ آهنگ داغ بیلبورد و در نمودارهای موسیقی ۱۵ کشور، به رتبه خوبی دست یافت.